# Aeroporto de Radom
O Aeroporto de Varsóvia-Radom também chamado Aeroporto de Radom-Sadków (em polonês/polaco:  Port Lotniczy Radom-Sadków) (IATA: RDO, ICAO: EPRA) é um aeroporto localizado em  Sadków, Polônia. Está em funcionamento desde a década de 1920.
Desde outubro 2017 o aeroporto não tem nenhuma conexão, depois 
Sprint Air terminou os seus voos a Berlim-Tegel, Gdansk, Lviv e Praga. Em 2023, o terminal mais moderno de Pplska foi inaugurado no aeroporto, capaz de receber 3 milhões de passageiros por ano.